# Lütschental
Lütschental is een gemeente en plaats in het gelijknamige dal in het Zwitserse kanton Bern, en maakt deel uit van het district Interlaken-Oberhasli.
Lütschental telt 235 inwoners.